# Архимандрит Нићифор (Дучић)
Нићифор Дучић (Луг, Требиње, 21. новембар 1832 — Београд, 21. фебруар/5. март 1900) био је српски историчар, добровољачки командант, калуђер и архимандрит Српске православне цркве и академик. Био је добротвор и редован члан Српске краљевске академије, те председник Српског ученог друштва.

## Биографија
Рођен је 1832. године у Лугу на Требишњици поред Требиња. Отац му се звао Јевто а мајка Сока (или Сара).
Прво образовање је стекао у манастиру Дужи, код свог стрица архимандрита Јевстатија Дучића. Закалуђерио се са седамнаест година 1849. у манастиру Дужи. Сарајевски митрополит Георгије Николајевић га препоручује у Београд, гдје похађа Семинарију и предавања Ђуре Даничића из словенске филологије у Великој школи.
Након Београда се враћа у манастир Дужи гдје 1857. године са Серафимом Перовићем отвара манастирску школу, а 1858. године духовну школу за свештенике у манастиру Житомислић, гдје је био управитељ. Године 1861. у договору са Луком Вукаловићем командује једним од српских устаничких одреда у Источној Херцеговини.
Годину дана касније када је Књажевина Црна Гора објавила рат Турској, учествује у борбама против Турака заједно са војводом Петром С. Вукотићем по Старој Херцеговини. Овај српски устанак је угушен на Петровдан 1862. године, а Нићифор Дучић се уз дозволу књаза Николе Петровића премјешта на Цетиње гдје је проглашен за архимандрита 1863. године.
У кнежевини Црној Гори је отворио 10 школа и Богословију на Цетињу 1864. године.
Са кнезом Михајлом Обреновићем се 1866. састаје у Београду, након чега два кнеза потписују уговор о заједничкој акцији и уједињењу српског народа. Након атентата на кнеза Михајла 1868, Нићифор Дучић на позив Илије Гарашанина долази у Београд. За разлику од других монаха, архимандрит Нићифор Дучић није желио да борави у манастиру него себи гради кућу на углу улица Француске и Браће Југовића.
| „                                                      | Док ме овде, и свуда где сам био, сматрају за тиха и погодна. Али никад за ласкавца. Ја имам своје мисли и своје увјерење, које браним, док се не увјерим о бољем. Ја сам кадар да сваком рекнем истину у очи. С тим сам и државну службу губио и стратио. Али сам увек остао свијетла образа и чврста карактера. А највише ме тјеши то: што никад никоме нијесам не само учинио него ни помислио зла, па ни најжешћим непријатељима својима. Што у мени нема колико би ваљало калуђерске кротости томе се не треба чудити јер сам ја више војник него смерни, преподобни монах. Али поштујем и монаштво српско. | ” |
| — Архимандрит Нићифор Дучић, 20. октобар 1892. Београд | |   |

У Београду је почео да пише историјска дјела гдје је описивао сопствена искуства и догађаје из прве руке. Штампао је збирке народних приповјетки, загонетки, поскочица и умотворина из Источне Херцеговине. Његову обимну библиографију наводи београдска "Нова искра" 1899. године.
У раздобљу између 1868. и 1876. је био председник Одбора за школе у српским областима изван Србије, председник Одбора за Народну библиотеку и музеј, те председник Комисије за зидање цркава у византијском стилу у Србији. Године 1876. одлази у Српско-турски рат, а кнез Милан Обреновић га поставља за команданта свих добровољачких дивизија Ибарске армије.

У свом штабу је имао једног војводу, два официра ађутанта, једног официра инструктора и око 3.000 војника. Од 25. јуна до 7. јула 1876. учествује у борбама око Нове Вароши, а 12. јула заузимају турску кулу и шанац на Васиљевићима.

На дан 24. јуна 1876. Турци убијају коња под њим, а Дучић у борбама отима турског коња у чијим бисагама проналази одсјечену српску главу.

У борбама са Турцима је био рањен, па се повукао у Ивањицу на лијечење.

Кнез Милан Обреновић га је унаприједио у чин пуковника за учешће у рату 1876, али је Нићифор Дучић одбио чин.

Годину дана касније у српско-турском рату 1877-1878. је био командант добровољаца и устаника Јаворске армије, а у операцији ослобађања Старог Влаха на правцу Увац - Нова Варош је командовао са три добровољачка батаљона.

У овој акцији су ослобођена четири округа: нишки, пиротски, врањски и топлички.
Био је посланик Народне скупштине у сазиву 1877-1880. године. Почетком 1886. губи државну службу јер је у Скупштини, послије Сливничке битке, гласао за предлог опозиције, али се убрзо поново враћа у службу, а потом одлази у пензију ради лошег здравља.
Био је управник Народне библиотеке Србије од 1880. до 1886. године.
Године 1886. одлази на Сорбону у Париз, гдје борави годину дана и слуша предавања о општој историји, географији, филозофији и књижевности, код најбољих предавача тог времена. У Паризу оснива Српску читаоницу а 28. јула постаје члан Société d'histoire diplomatique. Након Париза обилази јужну Француску, Шпанију и посјећује Лондон.
По повратку у Београд је био професор историје Српске православне цркве тадашњем краљу Александру Обреновићу.
Кратко је управљао Жичком епархијом када је у манастиру Жича миропомазан краљ Србије Александар Обреновић.
Годинама је био потпредседник Великог духовног суда.
Архијерејски сабор му је 1886. године дозволио да носи епископску митру при богослужењу.
За редовног члана Српске краљевске академије је изабран 15. новембра 1891. године.
Оснивач је двије задужбине при Српској краљевској академији, данашњој Српској академији наука и уметности, а то су Фонд архимандрита Нићифора Дучића и Фонд за одржавање гробнице архимандрита Нићифора Дучића.
Био је у више наврата председник Српског ученог друштва и иницијатор спајања Српског ученог друштва са Српском краљевском академијом 15. новембра 1892.
Сахрањен је на Новом гробљу у Београду уз војне, црквене и почастио Српске краљевске академије. Своју имовину је тестаментом завјештао: новац 21.418,50 динара у злату Српској краљевској академији, књиге Богословији у Београду, ордење и приватне предмете Српском Народном Музеју у Београду, иконе цркви Св. Саве на Савинцу, затим 500 динара у злату манастиру Дужи, те по 100 динара у злату српском пјевачком друштву Гусле у Мостару, пјевачком друштву Српска слога у Дубровнику, српском пјевачком друштву Слога у Сарајеву, манастиру Житомислић, цркви Мале Госпође у Лугу на Требишњици итд.
Никшићке новине "Оногошт", број 25., од 1899. године имају похвални чланак о Дучићу, поводом његове педесетогодишњице од монашења.
 И Босанска вила је писала о њему.

## Чланство у научним институцијама и функције у истим
- Од 6. фебруара 1869. године: Редовни члан Српског ученог друштва (скр. СУД), односно Одсека историчког и државничког.[7]
- Секретар Одсека историчког и државничког СУД (период: 1874-1875 и 1885-1888).[7]
- Потпредседник СУД (период: 1887-1888).[7]
- Председник СУД (мандати: 1889, 1890 и 1891).[7]
- Члан оснивач и члан прве Управе Српског археолошког друштва 1883. године[8]
- Од 15. новембра 1892. године: Прави члан без опредељења Српске краљевске академије (скр. СКА)[7]
- Од 28. децембра 1892. године: Прави члан СКА (Академије друштвених наука).[7]

## Одликовања
Као учесник Српско-турских ратова (1861-1862 и 1876-1878), Дучићу су додељена следећа одликовања и медаље:
- Орден Даниловог крста III реда,[10] Књажевина Црна Гора
- Орден Таковског крста, IV реда,[10] Кнежевина Србија
- Орден Таковског крста, I реда са мачевима, Краљевина Србија[11]
- Орден Белог орла, Краљевине Србије, IV реда
- Орден Св. Владимира, IV реда са мачевима,[10] Руска Империја
- Орден Свете Ане, други ред, Руска Империја[11]
- Орден Светог Саве, I ред[11]
- Орден Светог Саве, II ред[11]
- Орден Милоша Великог III степена[12]
- Орден за грађанске заслуге I степена, Краљевина Бугарска, 1891.[11][12]
- Медаља за јунаштво, Књажевина Црна Гора[11]
- Сребрна медаља за храброст, Књажевина Црна Гора[11]
- Сребрена медаља за храброст, Кнежевина Србија[11]
- Златна медаља за храброст,[10] Кнежевина Србија
- Златна медаља за ревносну службу у рату 1877. – 1878. године[11]
- Велика сребрна медаља Московског универзитета[11]
- Споменица рата за ослобођење и независност 1876, 1877-78[11]
- Споменица четрдесетогодишњице Светоандрејске скупштине[11]

## Одабрана дела
- Дучић, Нићифор (1896). Рашко-призренска митрополија и национално-културна мисија Краљевине Србије у Старој Србији и Маћедонији. Београд.

## Галерија
- Нићифор Ј. Дучић (1832-1900), архимандрит СПЦ.
- Архимандрит Нићифор Ј. Дучић (1832-1900), вођа Срба у Херцеговини.
- Архимандрит Нићифор Ј. Дучић (1832-1900) из Херцеговине.
- Нићифор Ј. Дучић (1832-1900), архимандрит СПЦ, непосредно после „Српског устанка“ (1861-1862) у Херцеговини.
- Архимандрит Нићифор Ј. Дучић (1832-1900), српски устанички вођа (период: 1861-1862).
- Архимандрит Нићифор Ј. Дучић (1832-1900), устанички вођа (период: 1861-1862) током „Српских устанка“ (1852-1862).
- Опис портрета:
Архимандрит Нићифор Ј. Дучић (1832-1900), пуковник српске војске, односно командант добровољаца на „Јаворском фронту“.
Време настанка портрета: 1878.
- Архимандрит Нићифор Ј. Дучић (1832-1900), непосредно после „Српско-турских ратова“ (1876-1878).
- Архимандрит Нићифор Ј. Дучић (1832-1900) 1885. године.
- Архимандрит Нићифор Ј. Дучић (1832-1900) са веома престижним орденом „Белог орла“ на грудима (први орден слева).
- Архимандрит Нићифор Ј. Дучић (1832-1900) 1898. године.
- Српски архимандрит Нићифор Ј. Дучић (1832-1900) на својој последњој фотографији 1900. године.